# Seznam zápasů chilské fotbalové reprezentace na MS
Chilská fotbalová reprezentace byla celkem 9x na mistrovstvích světa ve fotbale a to v roce 1930, 1950, 1962, 1966, 1974, 1982, 1998, 2010, 2014.
- Aktualizace po MS 2014 - Počet utkání - 33 - Vítězství - 11x - Remízy - 6x - Prohry - 16x

| Číslo | Soupeř        | Výsledek                | MS      | Fáze turnaje       | Góly Chile                                                          |
| ----- | ------------- | ----------------------- | ------- | ------------------ | ------------------------------------------------------------------- |
| 1.    | Mexiko        | 3 – 0                   | MS 1930 | základní skupina 1 | Guillermo Subiabre (2), Carlos Vidal                                |
| 2.    | Francie       | 1 – 0                   | MS 1930 | základní skupina 1 | Guillermo Subiabre                                                  |
| 3.    | Argentina     | 1 – 3                   | MS 1930 | základní skupina 1 | Guillermo Subiabre                                                  |
| 4.    | Anglie        | 0 – 2                   | MS 1950 | základní skupina 2 |                                                                     |
| 5.    | Španělsko     | 0 – 2                   | MS 1950 | základní skupina 2 |                                                                     |
| 6.    | USA           | 5 – 2                   | MS 1950 | základní skupina 2 | George Robledo, Fernando Riera, Atilio Cremaschi (2), Andrés Prieto |
| 7.    | Švýcarsko     | 3 – 1                   | MS 1962 | základní skupina B | Leonel Sánchez (2), Jaime Ramírez                                   |
| 8.    | Itálie        | 2 – 0                   | MS 1962 | základní skupina B | Jaime Ramírez, Jorge Toro                                           |
| 9.    | SRN           | 0 – 2                   | MS 1962 | základní skupina B |                                                                     |
| 10.   | Sovětský svaz | 2 – 1                   | MS 1962 | čtvrtfinále        | Leonel Sánchez, Eladio Rojas                                        |
| 11.   | Brazílie      | 2 – 4                   | MS 1962 | semifinále         | Jorge Toro, Leonel Sánchez (penalta)                                |
| 12.   | Jugoslávie    | 1 – 0                   | MS 1962 | o 3. místo         | Eladio Rojas                                                        |
| 13.   | Itálie        | 0 – 2                   | MS 1966 | základní skupina D |                                                                     |
| 14.   | Severní Korea | 1 – 1                   | MS 1966 | základní skupina D | Rubén Marcos (penalta)                                              |
| 15.   | Sovětský svaz | 1 – 2                   | MS 1966 | základní skupina D | Rubén Marcos                                                        |
| 16.   | SRN           | 0 – 1                   | MS 1974 | základní skupina 1 |                                                                     |
| 17.   | NDR           | 1 – 1                   | MS 1974 | základní skupina 1 | Sergio Ahumada                                                      |
| 18.   | Austrálie     | 0 – 0                   | MS 1974 | základní skupina 1 |                                                                     |
| 19.   | Rakousko      | 0 – 1                   | MS 1982 | základní skupina 2 |                                                                     |
| 20.   | SRN           | 1 – 4                   | MS 1982 | základní skupina 2 | Gustavo Moscoso                                                     |
| 21.   | Alžírsko      | 2 – 3                   | MS 1982 | základní skupina 2 | Miguel Ángel Neira (penalta), Juan Carlos Letelier                  |
| 22.   | Itálie        | 2 – 2                   | MS 1998 | základní skupina B | Marcelo Salas (2)                                                   |
| 23.   | Rakousko      | 1 – 1                   | MS 1998 | základní skupina B | Marcelo Salas                                                       |
| 24.   | Kamerun       | 1 – 1                   | MS 1998 | základní skupina B | José Luis Sierra                                                    |
| 25.   | Brazílie      | 1 – 4                   | MS 1998 | osmifinále         | Marcelo Salas                                                       |
| 26.   | Honduras      | 1 – 0                   | MS 2010 | základní skupina H | Jean Beausejour                                                     |
| 27.   | Švýcarsko     | 1 – 0                   | MS 2010 | základní skupina H | Mark González                                                       |
| 27.   | Španělsko     | 1 – 2                   | MS 2010 | základní skupina H | Rodrigo Millar                                                      |
| 29.   | Brazílie      | 0 – 3                   | MS 2010 | osmifinále         |                                                                     |
| 30.   | Austrálie     | 3 – 1                   | MS 2014 | základní skupina B | Alexis Sánchez, Jorge Valdivia, Jean Beausejour                     |
| 31.   | Španělsko     | 2 – 0                   | MS 2014 | základní skupina B | Eduardo Vargas, Charles Aránguiz                                    |
| 32.   | Nizozemsko    | 0 – 2                   | MS 2014 | základní skupina B |                                                                     |
| 33.   | Brazílie      | 1 – 1 (PP) (pen. 2 - 3) | MS 2014 | osmifinále         | Alexis Sánchez penalty: Charles Aránguiz, Marcelo Díaz              |